# Rapput
Rapput (senza fiato) è una canzone del 1991 contenuta anche nell'album Paté d'animo, scritta e interpretata in chiave rap da Claudio Bisio e musicata dal tastierista Rocco Tanica di Elio e le Storie Tese.

## Descrizione
Il singolo uscì nell'estate 1991 diventando uno dei tormentoni del periodo estivo e, a fine anno, risultò essere il singolo più venduto in Italia davanti alla canzone vincitrice del Festival di Sanremo Se stiamo insieme di Riccardo Cocciante e a Black or White di Michael Jackson.
Il titolo unisce la parola "rap" alla abbreviazione della parola "puttana" che viene nominata più volte. In chiave umoristica vengono evocati i tormenti di un uomo nei confronti della sua donna, che lo ha tradito con dei pescatori greci durante una vacanza in Grecia assieme a una sua amica (Giovanna). Il riferimento alla Grecia torna nella denominazione di una delle versioni presenti nel maxi single, la Monte Athos Mix, inclusa anche nell'album.
Secondo Rocco Tanica, autore della musica, il pezzo è ispirato a Due giornate fiorentine di Roberto Vecchioni:
( Rocco Tanica, Lo sbiancamento dell'anima, Milano, Mondadori.)
Il brano si avvale di numerose campionature di brani famosi da parte del tastierista Rocco Tanica. Prevale Pensieri e parole di Lucio Battisti, nella fattispecie i versi a cappella iniziali, deframmentati e ricomposti ("che ne sai della nostra ferrovia che trafigge i solai").
Inoltre compare più volte il celebre riff di Shine On You Crazy Diamond dei Pink Floyd, insieme a parte dell'introduzione de I Watussi di Edoardo Vianello e alla parodia di Sadeness degli Enigma, di cui vengono parodiati i cori in stile gregoriano. La Monte Athos Mix si chiude con l'incipit di Bella ciao. Nella versione acustica Live at Zelig, registrata dal vivo presso il noto locale milanese, il solo Bisio, dopo una introduzione monologata, canta con una melodia monocorde le singole strofe senza prendere respiro, giustificando quindi il sottotitolo.
Il brano è stato riproposto dal vivo in duetto con Elio, nello spettacolo Coèsi se vi pare, proposto in varie città italiane dagli Elio e le Storie Tese, insieme allo stesso Bisio, dal 28 giugno al 28 luglio 2006.
Sulla base di questa canzone è stato creato un sequel nellʿalbum Paté d'animo, chiamato Sapore di pinne, dove si immagina il punto di vista dei pescatori greci con i quali le due ragazze avrebbero trascorso la vacanza, secondo il racconto della prima versione, in maniera del tutto innocua, unita alla testimonianza dell'amica Giovanna, interpretata dall'attrice Angela Finocchiaro, la quale in maniera indiretta giustifica la gelosia del malcapitato protagonista. La vicenda assume contorni parossistici e surreali, dove la compagna del protagonista prende le fattezze di una prostituta di mestiere e lui coglie l'occasione per ricavare lauti guadagni dalla professione. Anche in questo brano sono numerose le campionature, a iniziare dal titolo che unisce due successi degli anni Sessanta Sapore di sale di Gino Paoli e Pinne fucile ed occhiali di Edoardo Vianello, con i sottofondi dei cori di Abbronzatissima, altro successo estivo del cantautore romano.

## Tracce
LATO A
1. Rapput (Monte Athos Mix) - 4:49
2. Rapput (Live At Zelig) - 5:03

LATO B
1. Rapput (Contractio Mix) - 4:45
2. Rapput (Deep Down Very Down Theodorakis Attack Mikis) - 4:45

## Classifiche
| Classifica (1991) | Posizione massima |
| ----------------- | ----------------- |
| Europa            | 55                |
| Italia            | 1                 |

### Classifiche di fine anno
| Classifica (1991) | Posizione massima |
| ----------------- | ----------------- |
| Italia            | 1                 |